# Tingey Rocks
Tingey Rocks är en kulle i Antarktis. Den ligger i Östantarktis. Australien gör anspråk på området. Toppen på Tingey Rocks är 158 meter över havet.
Terrängen runt Tingey Rocks är platt åt sydost, men åt nordväst är den kuperad. Terrängen runt Tingey Rocks sluttar söderut. Trakten är obefolkad. Det finns inga samhällen i närheten.